# Jan Grasalkovič
Jan Grasalkovič z Ďoroku (maďarsky János Gyaraki Grassalkovich, nebo s latinsko-maďarským přídomkem de Gyarak, kolem roku 1656 - 1716, Ürmény) byl uherský šlechtic z rodu Grasalkovičů. Zastával funkce župana Nitranského okresu, poštmistr a kurucký soudce.

## Život
Jan Grasalkovič se narodil jako syn Štěpána (Istvána) Graschakovithe a jeho manželky Alžběty Rajmannusové (dcery Pavla Raymannus a Doroty Rácsayové). Jeho otec zemřel v roce 1680, matka (již jako Pavlína Névedyová) v roce 1682. 
Jan měl tři bratry:
- Pavla
- Farkaše (manželka Judit Kruplanitz, dcera Jana Kruplanitze a Ilony Kékedy)
- Štěpána

V mládí patřil mezi kuruce Imricha Thökölyho, v roce 1683 se účastnil loupežných výprav Kašpara Pongráce. V letech 1684 až 1687 byl správcem majetku rodiny Luzsinszkých na Beckově. 
Během Rákócziho povstání (mezi roku 1705 a 1710) sloužil jako vojenský soudce a poštmistr v Nových Zámcích (Érsekújvár) a později také v Ürmény.
Jeho manželkou byla Zuzana Egresdyová z Egeru (30. července 1666–1724), dcera Jana Egresdyho a Judity Tuchinszké. Manželé měli čtyři děti:
- Alžběta (* 11. listopadu 1691 v Ürmény) od 11. února 1716 provdaná za Balatzara Szőllősyho ze Szőllőse.
- Antonín (6. března 1694, Ürmény - 1. prosince 1771, Gödöllő)
- Zuzana (?) od roku 1717 provdaná za Jana Mikuláše Beleznaye Pilišského
- Judita (? - 1746, Deménd) provdaná za Samuela Blaskovicse